# 警幻仙子
警幻仙子是《紅樓夢》中的人物，半人半神的太虚幻境司主，以超然地位觀看著紅樓故事中的人物，警幻之名，寓借幻设警，警其痴顽。其薄命司贮藏金陵十二钗正、副、又副三十六位女儿的命运簿册，同時孽海情天联语就寫在太虚幻境的宫门之上，【厚地高天，堪叹古今情不尽。痴男怨女，可怜风月债难酬。】；橫批【孽海情天】。

## 人物
警幻仙子其警示之事有三：
- 一曰痛斥皮肤滥淫之蠢物。
- 二曰赞美、激赏、歌颂青春儿女真情，叹惋、伤悼金陵十二钗的爱情悲剧、青春悲剧。警幻以十二钗判册、曲子示警，但她并未游离于青春儿女真情之外。她自己就是一位多情重情之仙，对大观园女儿悲剧一样感同身受，词云“春梦随雲散，飞花逐水流”。[2]
- 三曰情悟。“寄言众儿女，何必觅闲愁”，希冀情之了悟，看破意淫，自求大解脱，得大光明，后又以孔孟经济之训作结。

第五回，她受宁荣二公所托，让宝玉阅览金陵十二钗命运簿册，聆听《红楼梦曲》十四支，又将妹妹可卿许配于賈宝玉，引导宝玉“留意于孔孟之间，委身于经济之道”。脂批：“警幻自是个多情种子。”众仙子“荷袂蹁跹，羽衣飘舞，姣若春花，媚如秋月”，屋内陈设“瑶琴、宝鼎、古画、新诗，无所不有；更喜窗下亦有唾绒，奁间时渍粉污”。警幻自述云：“吾居离恨天之上，灌愁海之中，乃放春山遣香洞太虚幻境警幻仙姑是也；司人间之风情月债，掌尘世之女怨男痴。”
根据《红楼梦》中的脂批探佚，警幻仙子应该在最后一回中展示警幻情榜，然而最後沒有收錄，也有認為《红楼梦》原文并无证据支持情榜，仅是脂批仿照《水浒传》英雄榜、《封神演义》封神榜而假想出来，但不可否認始終是红学的一个热点。一般來說，紅學研究是相信脂硯齋與畸笏叟的眉批，例如畸笏叟十八回眉批：...至回末警幻情榜方知正、副、再副及三四副芳諱。意指警幻仙姑在最末一回會揭曉情榜，說明十二金釵正冊、副冊、再副及三四副芳諱。而脂硯齋十九回眉批亦有：...後觀《情榜》評曰「寶玉情不情」、「黛玉情情」。根據戚序本批语，最終情榜上诸多人物已经被人知晓，共有108人大約等同人物的一字評前面再加個情字，多數出自於紅樓夢回目。

## 警幻情榜
此為紅學研究推估，不見於正冊，一般來說，紅學研究有一大派是相信脂硯齋與畸笏叟的眉批認為八十回後失傳的內容包含情榜。脂批第十九回夹评中提到了“宝玉情不情”“黛玉情情”等字样。